# Kai Holzapfel

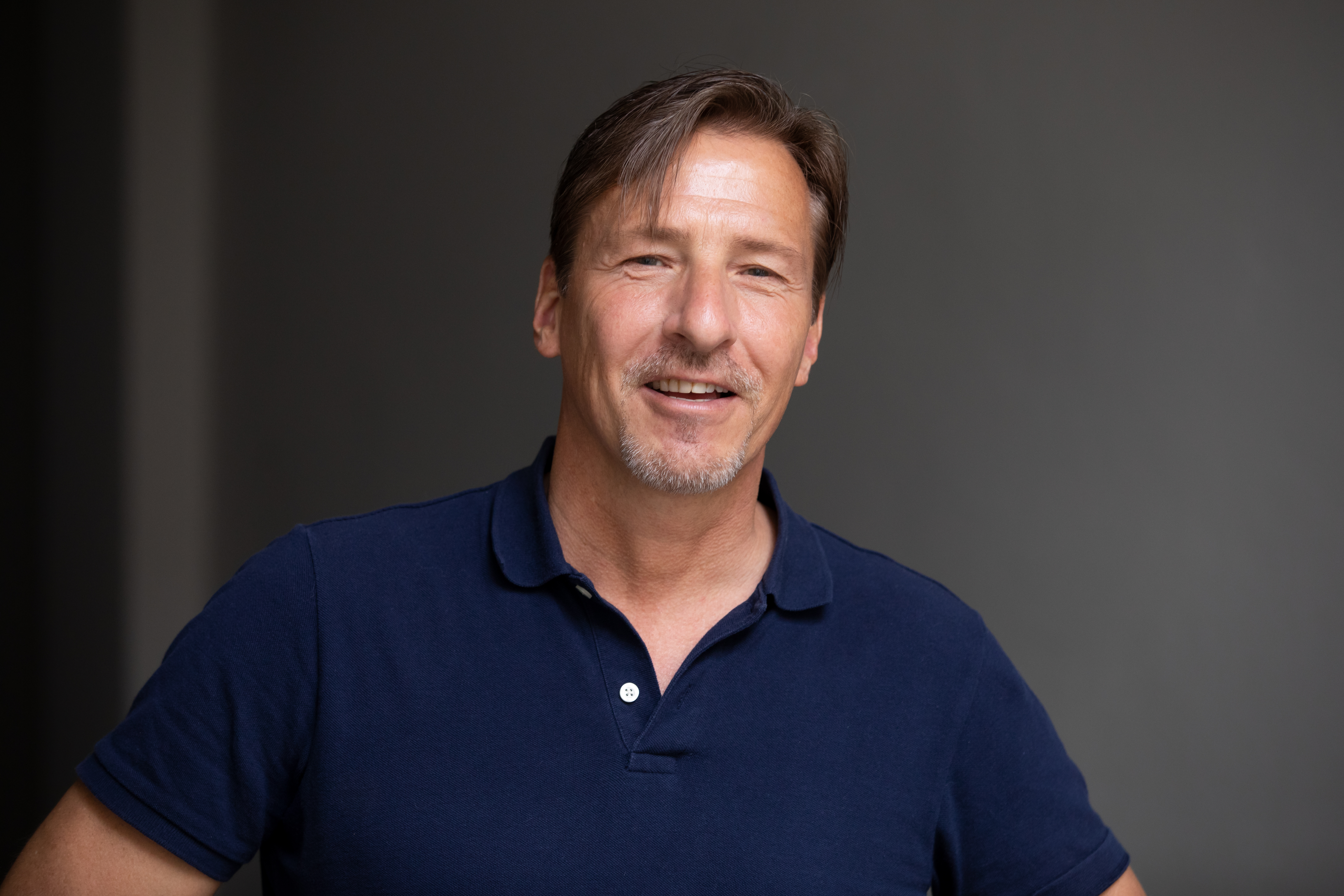
Kai Holzapfel, 2020

Torsten Kai Holzapfel (* 23. August 1970 in West-Berlin) ist ein deutscher Schauspieler, Moderator und Autor.

## Leben
Torsten Kai Holzapfel wurde 1970 im damaligen Berliner Bezirk Wilmersdorf geboren und wuchs in Berlin, Frankfurt am Main und Kassel auf. An der Universität Leipzig studierte er von 1992 bis 1998 Medienwissenschaften und Journalistik. In den 1990er Jahren moderierte er erstmals Sendungen bei MDR Sputnik, dem Jugendradio des Mitteldeutschen Rundfunks. Als Sprecher, Autor und Redakteur war er anschließend für den MDR, ARD Digital, ProSieben, Kabel eins und N24 tätig. Er entwickelte multimediale Sendeformate und moderierte für ProSieben zwischen 1999 und 2001 einige der ausschließlich für das Internet produzierten Fernsehsendungen im deutschsprachigen Raum.
Kai Holzapfel spielt außerdem in verschiedenen deutschen Kino- und Fernsehfilmen, Serien und Independent-Produktionen. Im Kinofilm Jerry Cotton war er als Agent Jimmy Stone an der Seite von Christian Tramitz und Christiane Paul zu sehen. In Miguel Alexandres ZDF-Zweiteiler Schicksalsjahre mit Maria Furtwängler übernahm er die Rolle eines NS-Propagandaoffiziers. In der internationalen Horror-Produktion The Key spielte er unter der Regie von Gedeon Burkhard den verzweifelten Gangster Hector.
Er lebt und arbeitet in Berlin und Potsdam und ist als Redakteur und Autor für den Rundfunk Berlin-Brandenburg tätig.

## Filmografie (Auswahl)
- 2007: Die Wölfe[5] (Mini-Fernsehserie, 1 Folge)
- 2009: Jerry Cotton[3]
- 2009: Go West – Freiheit um jeden Preis[6] (Fernsehserie, 2 Folgen)
- 2011: Wer wenn nicht wir[7]
- 2011: Schicksalsjahre[8]
- 2012: Gute Zeiten, schlechte Zeiten (Fernsehserie, 1 Folge)
- 2012: Dahoam is dahoam (Fernsehserie)
- 2013: The Key[9]
- 2013: Gallery Weekend[10]
- 2014: Strangers[11] (Kurzfilm)
- 2014: Ein Rabe namens Poe[12]
- 2018: EneMe[13]